# Castelo de Naraío
O Castelo de Naraío localiza-se na paróquia de Santa María de Naraío, no município de San Sadurniño, na província de Corunha, comunidade autónoma da Galiza, na Espanha.
Ergue-se em posição dominante na margem do rio Castro.

## História

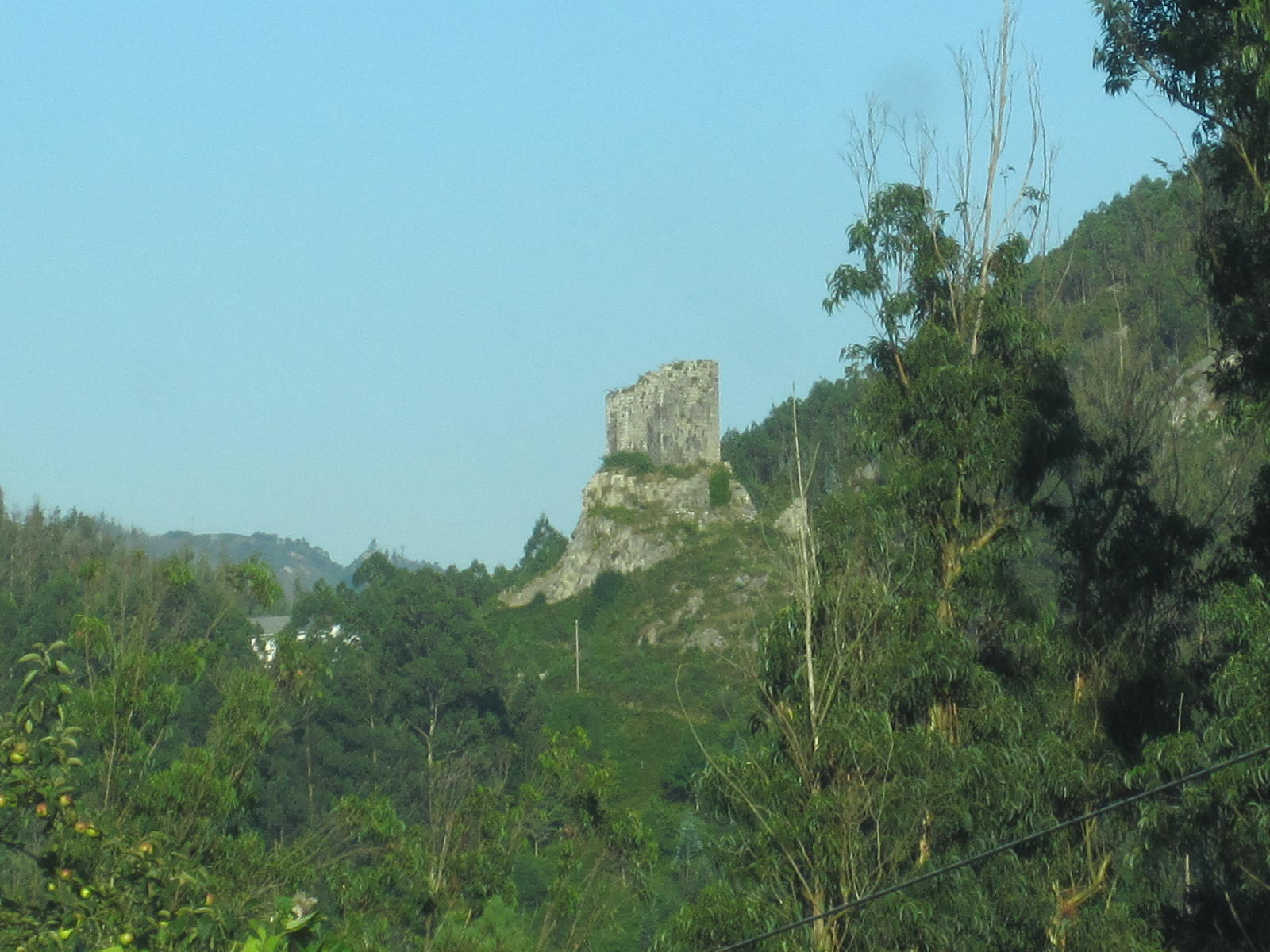
Castelo de Naraío.

O castelo pertenceu a Gonzalo Pineyro, elemento da nobreza da Galiza que tomou partido por Pedro I de Castela na guerra civil contra Henrique II de Castela. Vencido o seu senhor as hostes de Henrique II perseguiram-no derrotar o último dos Pineyro Anca. Os domínios da família subjugada e seu castelo foram então doados pelo soberano aos Andrade, como recompensa pelo seu apoio.
De acordo com Comerna y Batalla, o castelo e seus domínios tornaram aos seus antigos proprietários em 1527.
Perdida a sua função militar, o castelo foi abandonado no século XVII, arruinando-se por completo.
O estudo de seu passado iniciou-se no começo do século XX, com o lançamento de um pequeno opúsculo sobre três castelos próximos a Ferrol, de autoria de Andrés Avelino Comerna y Batalla, um engenheiro catalão residente em Ferrol. Ali era apresentado um plano do castelo com os seus soutos.
Em princípios de 2007 uma equipa coordenada pelo arqueólogo luguês Anxo Felpeto iniciou um projeto de investigação e reabilitação do monumento.

## Características
O recinto do antigo castelo é acedido por meio de uma escadaria de pedra e madeira.
Atravessando-se uma ponte levadiça e o Portão de Armas, encimado por um lintel, alcança-se o pátio de armas. Neste destaca-se o volume da torre de menagem, dividida internamente em quatro pavimentos com teto abobadado. A sua porta de acesso rasga-se nove metros acima do Portão de Armas, embora se rasgue uma pequena porta no pavimento inferior. No seu lado Sul abre-se uma pequena janela geminada com o mainel suportando dois arcos de volta perfeita. Na torre pode apreciar-se ainda a abertura de uma latrina, apoiada em cachorros.